# アラバン・レザイ
アラバン・レザイ（ペルシア語:  ارغوان رضائی , Aravane Rezaï, 1987年3月14日 - ）は、フランス・サン＝テティエンヌ出身の女子プロテニス選手。これまでにWTAツアーでシングルス4勝を挙げている。自己最高ランキングはシングルス15位、ダブルス118位。身長165cm、体重62kgのやや小柄な体格で、ハードコートを最も得意にするベースライン・プレーヤー。日本語では「アラバン・レゼー」の表記も多く見られる。

## 来歴
レザイは父親が自動車整備士、母親は理学療法士というイラン系の家庭に生まれ、8歳からテニスを始めた。Aravaneという名は、『スミレの花』を意味するペルシャ語である。彼女は宇宙物理学にも深い関心を持ち、「テニス選手にならなかったら、宇宙物理学者になりたかった。選手引退後はこの道を進みたい」と話しているという。2003年から女子ツアー下部大会を回り始め、2005年にプロ入り。同年の全仏オープンにて、地元フランスからの主催者推薦（ワイルドカード）を得て本戦にデビューし、マリア・シャラポワとの2回戦に進出した。2006年の全仏オープンでは予選3試合を勝ち抜き、本戦3回戦でニコル・バイディソバ（チェコ）に 1-6, 7-6, 0-6 で敗退する。全米オープンでは本戦直接出場選手として、エレーナ・デメンチェワ（ロシア）との4回戦まで勝ち進んだ。

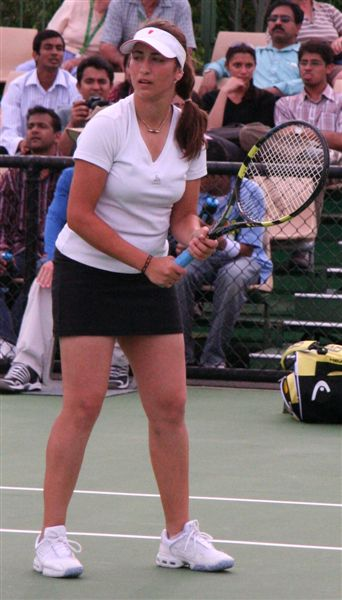
2007年全豪オープンにて

それからは2007年ウィンブルドンと2008年全豪オープンで3回戦進出があったが、なかなか目立った結果を出せない時期が続いた。ようやく2009年5月、全仏オープン最後の前哨戦であるフランス・ストラスブール大会の決勝戦で、レザイはルーシー・ハラデツカ（チェコ）を 7-6, 6-1 で破ってツアー初優勝を決めた。全仏オープン1回戦の相手は、前人未到の4大大会シングルス「60大会」連続出場に到達した日本の杉山愛に決まり、レザイは杉山を 6-3, 6-2 のストレートで圧倒した。3回戦では予選から勝ち上がったポルトガルの16歳、ミシェル・ラシェ・デ・ブリトを 7-6, 6-2 で退け、初の4回戦進出を決める。地元フランス人の女子シード選手だったアメリ・モレスモ、マリオン・バルトリ、アリーゼ・コルネが次々と早期敗退してゆく中で、レザイとビルジニ・ラザノの2人が4回戦まで勝ち残った。レザイは4回戦で第1シードのディナラ・サフィナ（ロシア）に 1-6, 0-6 で完敗したが、この大会で2006年全米オープン以来のベスト16入りを果たした。11月に新設されたコモンウェルス・バンク・トーナメント・オブ・チャンピオンズでレザイは決勝でマリオン・バルトリの途中棄権により2勝目を挙げ、大会初代優勝者になった。
2010年のマドリード・マスターズでは、ビーナス・ウィリアムズを 6–2, 7–5 で破ってツアー3勝目を挙げた。ボースタード大会でヒセラ・ドゥルコ（アルゼンチン）を 6–3, 4–6, 6–4 で破りツアー4勝目を挙げた。10月に自己最高ランキングの15位を記録している。
2011年はダラス大会で準優勝したものの、4大大会は全て初戦で敗退し、ランキングを大幅に落としている。近年はランキングが下がり、女子ツアー下部大会でプレーしている。

## WTAツアー決勝進出結果

### シングルス: 7回 (4勝3敗)
| 大会グレード          | 大会グレード                 |
| 2008年以前            | 2009年以後                   |
| --------------------- | ---------------------------- |
| グランドスラム (0–0)  |                              |
| WTAファイナルズ (0–0) |                              |
| ティア I (0–0)        | プレミア・マンダトリー (1-0) |
| ティア I (0–0)        | プレミア5 (0-0)              |
|                       | WTAチャンピオンズ (1–0)      |
| ティア II (0–0)       | プレミア (0–0)               |
| ティア III (0–1)      | インターナショナル (2-1)     |
| ティア IV ＆ V (0–1)  | インターナショナル (2-1)     |

| 結果   | No. | 決勝日        | 大会           | サーフェス    | 対戦相手               | スコア                |
| ------ | --- | ------------- | -------------- | ------------- | ---------------------- | --------------------- |
| 準優勝 | 1.  | 2007年5月26日 | イスタンブール | クレー        | エレーナ・デメンチェワ | 6–7(5), 0–3, 途中棄権 |
| 準優勝 | 2.  | 2008年1月5日  | オークランド   | ハード        | リンゼイ・ダベンポート | 2–6, 2–6              |
| 優勝   | 1.  | 2009年5月18日 | ストラスブール | クレー        | ルーシー・ハラデツカ   | 7–6(2), 6–1           |
| 優勝   | 2.  | 2009年11月8日 | バリ           | ハード (室内) | マリオン・バルトリ     | 7–5, 途中棄権         |
| 優勝   | 3.  | 2010年5月16日 | マドリード     | クレー        | ビーナス・ウィリアムズ | 6–2, 7–5              |
| 優勝   | 4.  | 2010年7月10日 | ボースタード   | クレー        | ヒセラ・ドゥルコ       | 6–3, 4–6, 6–4         |
| 準優勝 | 3.  | 2011年8月27日 | ダラス         | ハード        | ザビーネ・リシキ       | 2–6, 1–6              |

## 4大大会シングルス成績
略語の説明
| W | F | SF | QF | #R | RR | Q# | LQ | A | Z# | PO | G | S | B | NMS | P | NH |

W=優勝, F=準優勝, SF=ベスト4, QF=ベスト8, #R=#回戦敗退, RR=ラウンドロビン敗退, Q#=予選#回戦敗退, LQ=予選敗退, A=大会不参加, Z#=デビスカップ/BJKカップ地域ゾーン, PO=デビスカップ/BJKカッププレーオフ, G=オリンピック金メダル, S=オリンピック銀メダル, B=オリンピック銅メダル, NMS=マスターズシリーズから降格, P=開催延期, NH=開催なし.
| 大会           | 2004 | 2005 | 2006 | 2007 | 2008 | 2009 | 2010 | 2011 | 2012 | 2013 | 2014 | 2015 | 通算成績 |
| -------------- | ---- | ---- | ---- | ---- | ---- | ---- | ---- | ---- | ---- | ---- | ---- | ---- | -------- |
| 全豪オープン   | A    | A    | LQ   | 1R   | 3R   | 1R   | 2R   | 1R   | 1R   | A    | LQ   | A    | 3–6      |
| 全仏オープン   | LQ   | 2R   | 3R   | 1R   | 1R   | 4R   | 3R   | 1R   | 1R   | 1R   | A    | LQ   | 9–9      |
| ウィンブルドン | A    | A    | LQ   | 3R   | 1R   | 2R   | 2R   | 1R   | LQ   | LQ   | A    | A    | 4–5      |
| 全米オープン   | A    | A    | 4R   | 2R   | 2R   | 1R   | 2R   | 1R   | LQ   | A    | A    | A    | 6–6      |